# Jean-Claude Chevalier
Jean-Claude Chevalier (* 5. April 1925 in Tours; † 18. Dezember 2018 in Paris) war ein französischer Linguist, Romanist, Grammatiker und Sprachwissenschaftshistoriker.

## Leben und Werk

### Studium
Jean-Claude Chevalier war der Sohn des Agrégé de grammaire (1920) Victor Emile Joseph Chevalier. Er absolvierte 1942 die auf die École normale supérieure (ENS) vorbereitenden Klassen Hypokhâgne (am Lycée Condorcet) und Khâgne (zuerst am Lycée Henri IV, dann am Lycée Louis-le-Grand), scheiterte aber an der Aufnahmeprüfung für die ENS. Er absolvierte dann ein Studium an der Sorbonne, machte, 1948 die Lehramtsprüfung CAPES in Lettres classiques und wurde Gymnasiallehrer. Chevalier heiratete 1947. Da er auch an der Agrégation (mit Verbeamtung verbundene Staatsprüfung für das höhere Lehramt) im Fach Philosophie scheiterte, wechselte er zum Fach Grammatik, in dem er 1952 die Agrégation bestand. Mit dem Wunsch, in Südamerika zu unterrichten, wozu ein Doktorstudium erforderlich war, wandte er sich 1954 als Gymnasiallehrer in Roubaix auf Rat von Pierre Reboul (1918–1989), dem späteren Dekan der Universität Lille, für ein Forschungsthema an Gérald Antoine und wurde an der Sorbonne als Assistent eingestellt.

### Grammatik und Zeitschriften im Verlag Larousse
Über die Lektüre der Anthropologie structurale von Claude Lévi-Strauss kam er zur strukturalistischen Linguistik von Roman Jakobson. Er traf auf die gleichgesinnten Claire Blanche-Benveniste, Michel Arrivé und Jean Peytard, mit denen zusammen er 1964 die sehr erfolgreiche Grammaire Larousse du français contemporain (auch: Grammaire Chevalier) veröffentlichte, ferner auf Jean Dubois, Algirdas Julien Greimas, Bernard Pottier, Bernard Quemada und Nicolas Ruwet, die 1966 die Zeitschrift Langages (im Verlag Larousse) gründeten. Mit Jean Dubois, Michel Arrivé, Henri Meschonnic, Henri Mitterand und Alain Rey gründete er 1969 die Zeitschrift Langue française (ebenfalls im Verlag Larousse), die er bis 1991 als Redaktionssekretär quasi im Alleingang führte. Ein weiterer Ansprechpartner war der Anglist Antoine Culioli (1924–2018). Von 1960 bis 1968 lehrte Chevalier als Maître Assistant an der Universität Lille.

### Habilitation und Lehrstuhl
Nachdem er sich 1968 habilitiert hatte (mit der großen Thèse über den Stil von Apollinaire und der umfangreichen Thèse complémentaire zur französischen Sprachwissenschaftsgeschichte von 1530 bis 1750), wurde er zusammen mit Nicolas Ruwet und Maurice Gross Professor für Linguistik am neugegründeten Centre universitaire de Vincennes (später: Universität Paris VIII). 1978 gründete er mit Sylvain Auroux die Société d’histoire et d’épistémologie des sciences du langage (SHESL) sowie 1979 deren Zeitschrift Histoire Épistémologie Langage. 1984 gründete er den Sonderforschungsbereich Histoire des théories linguistiques (URA 381), den er zuerst allein, von 1988 bis 1992 mit Sylvain Auroux, leitete.

### Tod
Chevalier war bis ins hohe Alter wissenschaftlich tätig. Er starb im 94. Lebensjahr. Er war in zweiter Ehe verheiratet mit der Schriftstellerin Anne-Marie Garat.

## Werke (Auswahl)
- (mit Claire Blanche-Benveniste, Michel Arrivé und Jean Peytard): Grammaire Larousse du français contemporain. Larousse, Paris 1964.
- (Hrsg. mit LeRoy Clinton Breunig, 1915–1996) Guillaume Apollinaire: Les Peintres cubistes. Méditations esthétiques. Herman, Paris 1965.
- Histoire de la syntaxe. Naissance de la notion de complément dans la grammaire française, 1530–1750. Droz, Genf 1968. (Titel der Thèse: La notion de complément chez les grammairiens. Etude de grammaire française 1530–1750)
- "Alcools" d'Apollinaire. Essai d'analyse des formes poétiques. Lettres Modernes-Minard, Paris 1970.
- (mit Simone Delesalle): La linguistique, la grammaire et l'école 1750–1914. Armand Colin, Paris 1986.
- Histoire de la grammaire française. PUF, Paris 1994, 1996. (Que sais-je ? 2904)
- (mit Pierre Encrevé): Combats pour la linguistique, de Martinet à Kristeva. Essai de dramaturgie épistémologique. École Normale Supérieure éditions, Lyon 2006.